# Lockport (Luisiana)
Lockport es un pueblo ubicado en la parroquia de Lafourche en el estado estadounidense de Luisiana. En el Censo de 2010 tenía una población de 2578 habitantes y una densidad poblacional de 1.519,65 personas por km².

## Geografía
Lockport se encuentra ubicado en las coordenadas 29°38′36″N 90°32′10″O / 29.64333, -90.53611. Según la Oficina del Censo de los Estados Unidos, Lockport tiene una superficie total de 1.7 km², de la cual 1.65 km² corresponden a tierra firme y (2.75%) 0.05 km² es agua.

## Demografía
Según el censo de 2010, había 2578 personas residiendo en Lockport. La densidad de población era de 1.519,65 hab./km². De los 2578 habitantes, Lockport estaba compuesto por el 91.97% blancos, el 2.37% eran afroamericanos, el 2.25% eran amerindios, el 0.08% eran asiáticos, el 0.04% eran isleños del Pacífico, el 2.13% eran de otras razas y el 1.16% pertenecían a dos o más razas. Del total de la población el 3.03% eran hispanos o latinos de cualquier raza.